# Protallagma titicacae
Protallagma titicacae là loài chuồn chuồn trong họ Coenagrionidae. Loài này được Calvert mô tả khoa học đầu tiên năm 1909.